# Hapalotremus albipes
Espèce
Hapalotremus albipes est une espèce d'araignées mygalomorphes de la famille des Theraphosidae.

## Distribution
Cette espèce est endémique de Bolivie. Elle se rencontre dans le Chaco sec.

## Description
Le mâle holotype mesure 25 mm.
Le mâle décrit par Sherwood, Ferretti, Gabriel et West en 2021 mesure 24,5 mm.

## Systématique et taxinomie
Cette espèce a été confondue avec Hapalotremus yuraqchanka, notamment les femelles décrites par Ferretti, Cavallo, Chaparro, Ríos-Tamayo, Seimon et West en 2018.

## Publication originale
- Simon, 1903 : Histoire naturelle des araignées. Paris, vol. 2, p. 669-1080 (texte intégral).